# Colton (Yorkshire du Nord)
Pour les articles homonymes, voir Colton.
Colton est un village et une paroisse civile du Yorkshire du Nord, en Angleterre.